# Vaste
Vaste è l'unica frazione del comune di Poggiardo in provincia di Lecce. Situata nel Salento orientale, dista quasi 2 km dal centro comunale. In passato fu un'importante città messapica, romana e bizantina distrutta da Guglielmo il Malo nel 1147.

## Origini del nome
Nell'antichità la cittadina ebbe costantemente il toponimo di Basta, come risulta dalle iscrizioni messapiche e in particolare da Plinio il Vecchio. Nel X secolo, sotto il dominio bizantino, fu nominata anche Vasta. Dopo la distruzione operata da Guglielmo il Malo, la nuova Vaste, pur conservando l'originario toponimo di Basta, assunse altre varianti. Nei documenti di lingua latina, fino a tutto il Settecento, viene nominata con vari nomi: Basta, Baste, Basten, Bausta; negli scritti e nel parlato di lingua italiana si tramutò in Vasta, Vastan, Vasten, Vaste. Dall'Ottocento in poi è diventato definitivo il toponimo di Vaste.
Il nome arcaico è indicato nella Mappa di Soleto con punto e toponimo come ancora oggi usiamo fare.

## Storia
Vaste fu una città messapica di considerevole importanza (l'antichissima Bastae o Baxta) fondata probabilmente attorno al 600 a.C. Tracce di un primo insediamento è riferibile all'Età del Bronzo; si sviluppa nell'Età del Ferro con un villaggio japigio a capanne che occupava la parte centrale e più alta dell'odierno abitato. Nel VI secolo a.C. si ha la presenza di un villaggio fatto da modeste abitazioni, da una fornace e da un'area dedicata al culto. Intorno al III secolo a.C. la città viene interessata da una forte espansione e dall'aumento considerevole del numero di abitanti; è il momento di massimo splendore per Vaste che vede l'edificazione di una possente cinta muraria, delimitante un'area di 77 ettari, la creazione di tracciati stradali, di luoghi di culto, di nuove case e di una struttura di tipo palaziale. Distrutta in epoca romana, continua ad essere abitata anche successivamente come testimoniano i reperti emersi durante gli scavi; nel VII secolo d.C. venne edificata una chiesa paleocristiana di cui sono ancora visibili le fondamenta.
Subì nel corso dei secoli le violente invasioni dei Goti, dei Longobardi e dei Saraceni. Fu completamente rasa al suolo da Guglielmo il Malo nel 1147. Venne in seguito ricostruita e nel XII secolo il re Tancredi d'Altavilla l'assegnò in feudo ad Alessandro dei Goti.
Nel tempo seguì le sorti del Principato di Taranto, sotto la signoria degli Orsini Del Balzo.
Gli ultimi feudatari a detenere il controllo furono i Guarini di Poggiardo che rimasero fino al 1806, anno di soppressione del regime feudale.

## Monumenti e luoghi d'interesse

### Architetture religiose

#### Chiesa Madre Santa Maria delle Grazie

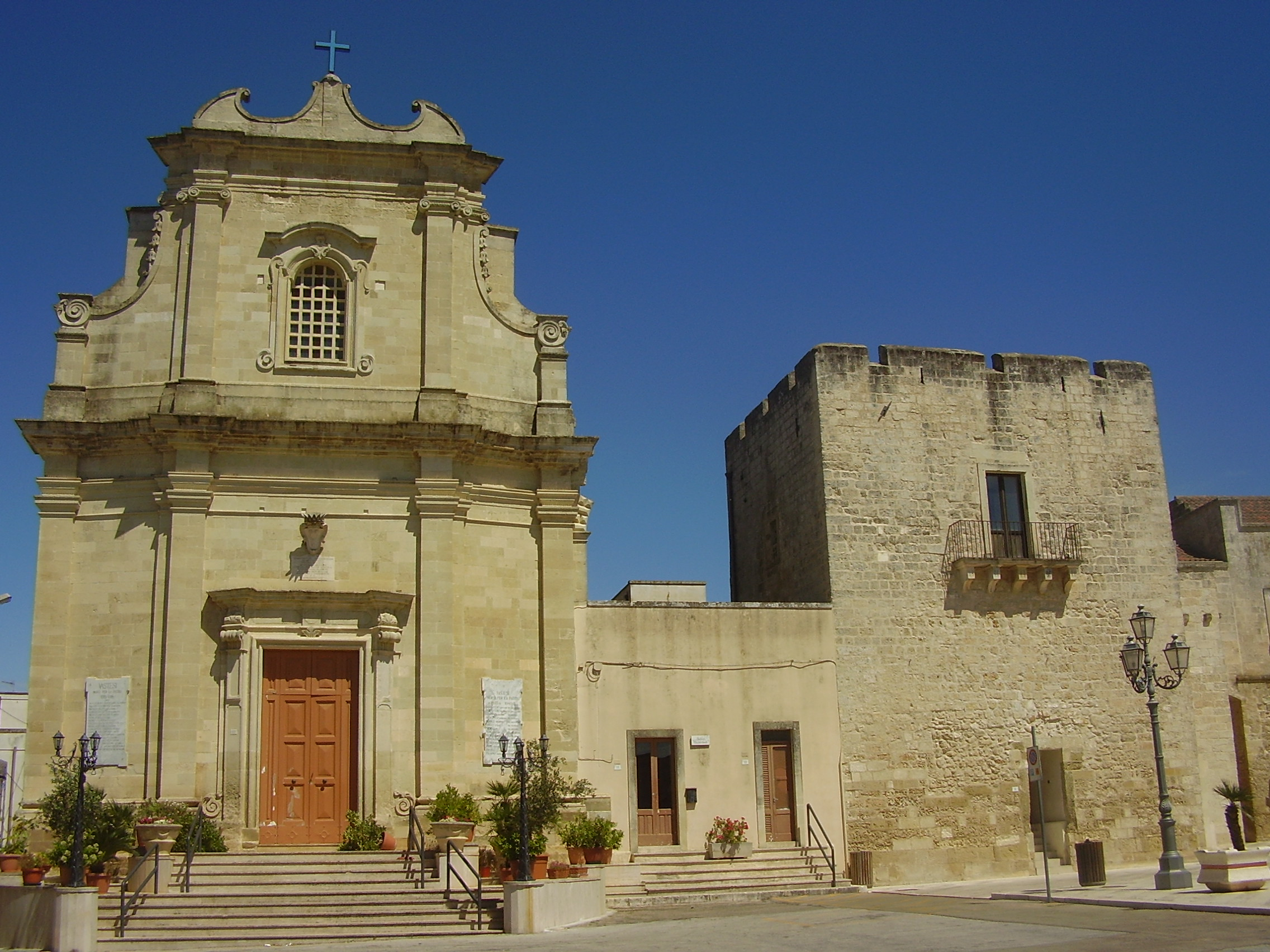
Chiesa Madre

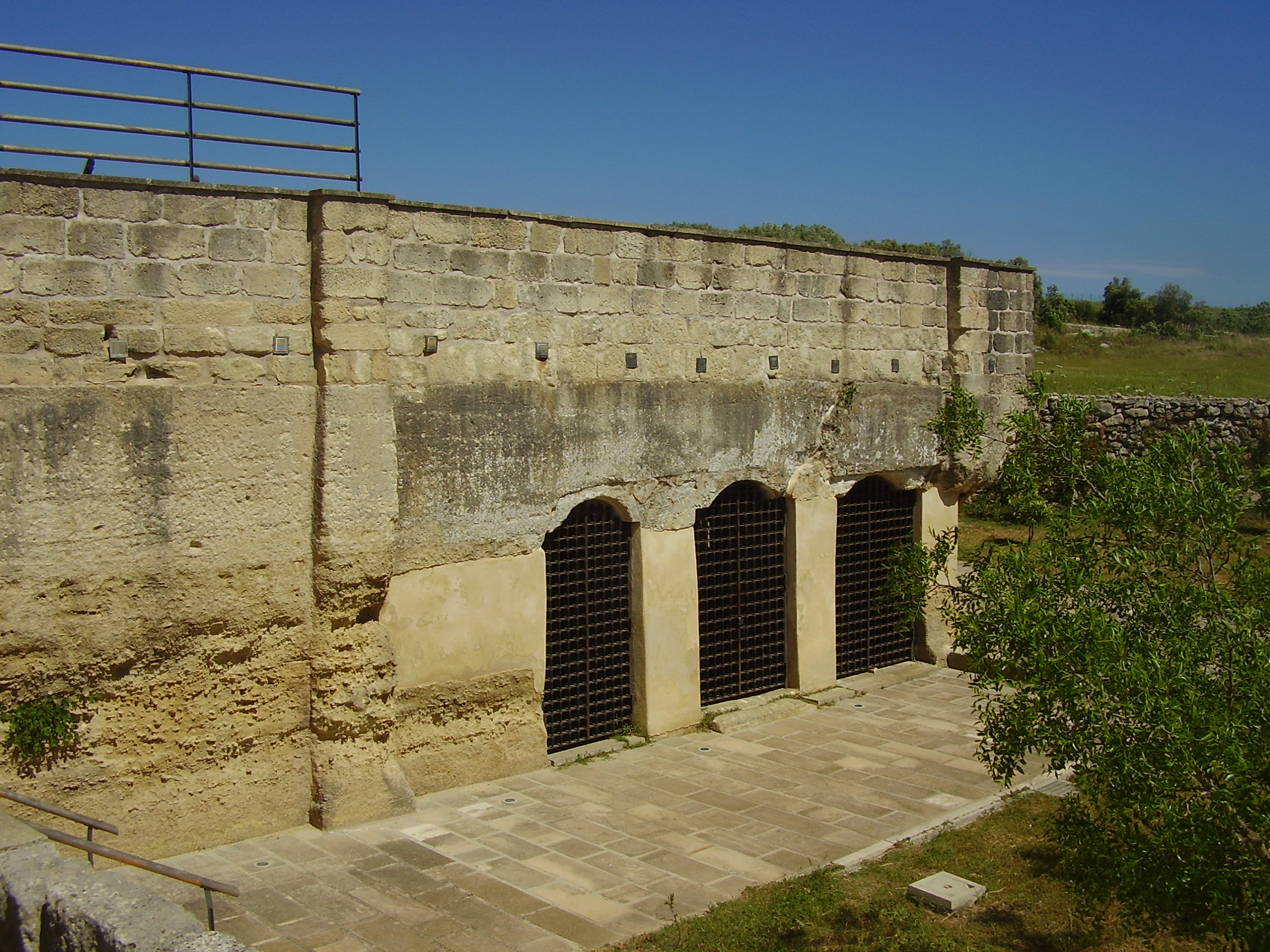
Cripta dei Santi Stefani

La Chiesa Madre, dedicata a Santa Maria delle Grazie, venne eretta agli inizi del Cinquecento. Andata in rovina, venne riedificata nel 1761 per interessamento del barone Ippazio De Marco.
In stile tardo barocco, presenta una sobria facciata in pietra leccese costituita da due ordini separati da un'aggettante trabeazione. L'ordine inferiore, diviso in tre parti da quattro lesene, accoglie il portale d'ingresso, sormontato dallo stemma del barone di Vaste Ippazio de Marco, e due lapidi marmoree sulle quali sono incisi i nomi dei cittadini vastesi caduti nelle due guerre mondiali. L'ordine superiore, raccordato al primo da due volute, presenta un finestrone centrale e termina con un basso frontone mistlineo.
L'interno, ad unica navata con copertura a stella, è scandito da tre arcate per lato ospitanti alcuni altari con relativa tela o statua. Nel presbiterio, privo di altare maggiore, sono posizionate le ottocentesche statue dei Santi Alfio, Cirino e Filadelfo, opera dell'artista cartapestaio Antonio Maccagnani di Lecce. Altre statue sono quelle dei Santi Vitalio (1850 circa) e Benedetta (realizzata nel 2004), genitori dei tre santi, di San Gaetano e della Madonna delle Grazie (1870).

#### Cappella di Sant'Antonio di Padova
La Cappella della Confraternita di Maria SS.ma delle Grazie, sede dell'omonima congregazione fondata nel 1870, venne riedificata nel 1856 sui ruderi dell'antica chiesetta di Sant'Antonio da Padova risalente al XVII secolo e crollata nel 1845. Di modeste dimensioni, presenta un semplice prospetto neoclassico con timpano triangolare. L'interno, ad aula unica, ospita un piccolo altare in marmo.

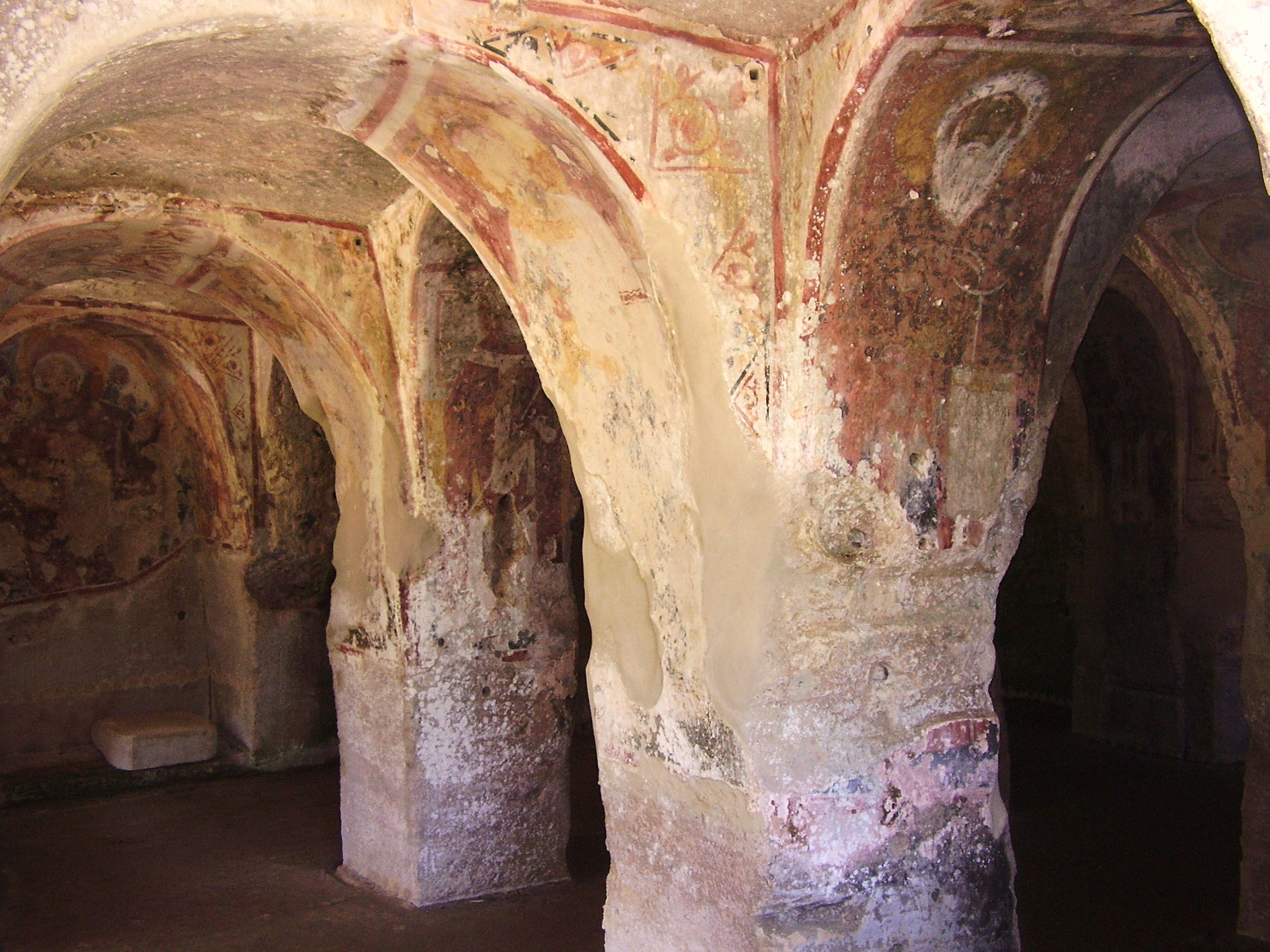
Interno Cripta

#### Cripta dei Santi Stefani
La cripta basiliana dei "Santi Stefani", così chiamata in quanto vi è una triplice raffigurazione di Santo Stefano, risale all'XI secolo. È stata ricavata interamente nel banco di roccia calcarenitica (tufo) e presenta una facciata principale con tre ingressi ad arco e una facciata laterale destra sul quale si apre un quarto ingresso e alcune finestrelle.
L'interno è a tre navate absidate separate da quattro pilastri quadrangolari. Le pareti laterali sono scandite da nicchie regolari a profilo curvo. I resti del naòs e del bema, ovvero i resti della muro che separava i fedeli dal clero e dai ministranti, fa presupporre che nella cripta si officiava in rito greco. Di grande interesse artistico è il ciclo degli affreschi che possono essere divisi in tre cicli pittorici: il primo è databile tra l'XI e il XIII secolo, il secondo al XIV secolo e il terzo tra il XIV e il XVI secolo.

### Architetture militari

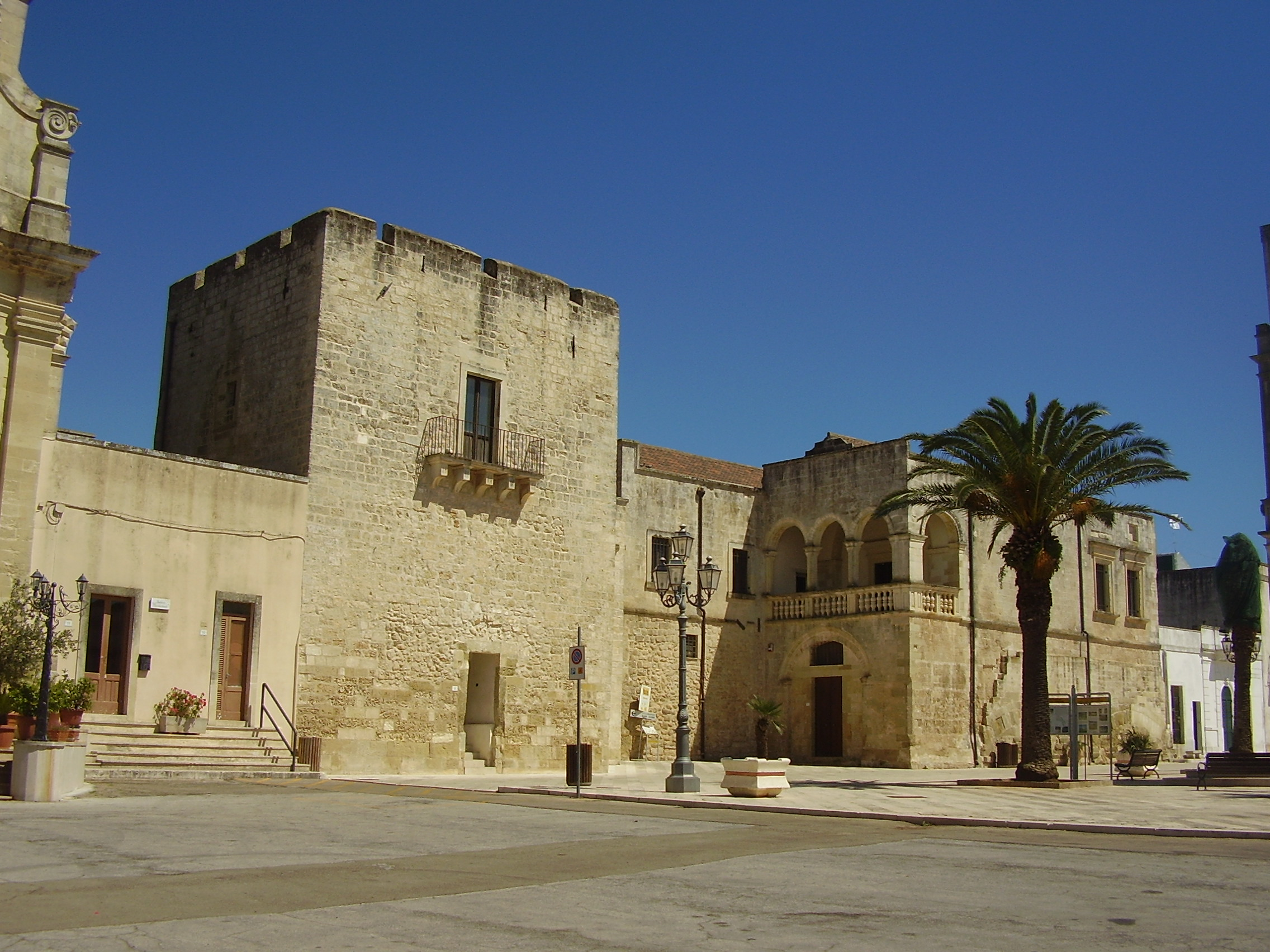
Palazzo Baronale

#### Palazzo Baronale
L'attuale fisionomia del Palazzo Baronale è il risultato di un'evoluzione planimetrica avvenuta fra il XIV ed il XVIII secolo. Il complesso è composto da due edifici principali, la torre e il palazzo, collegati da un tratto della cinta muraria del borgo quattrocentesco.
La prima fase edilizia (XIV secolo) è costituita da una torre quadrangolare isolata a tre piani coronata da un parapetto merlato. Nella prima metà del XV secolo intorno alla torre si forma un piccolo insediamento difeso da cinta muraria; presso l'angolo sud-occidentale delle mura viene edificata una residenza fortificata, costituita da un piano terra e un primo piano collegati da una scala esterna. Un primo ampliamento del palazzo si data alla metà del XVI secolo, come testimonia l'iscrizione sulla porta di accesso alla struttura che attribuisce l'intervento a Ottavio dei Falconi feudatario di Vaste dal 1560. Nella prima metà del XVII secolo il palazzo viene ampliato verso sud-ovest al di fuori della cinta muraria in disuso. Con l'aggiunta del loggione a destra dell'attuale ingresso al borgo, il palazzo acquista la fisionomia definitiva, corrispondente alla descrizione della metà del Settecento contenuta nei documenti che si riferiscono alla vendita del feudo ad Ippazio de Marco.

### Siti archeologici

#### Parco dei Guerrieri

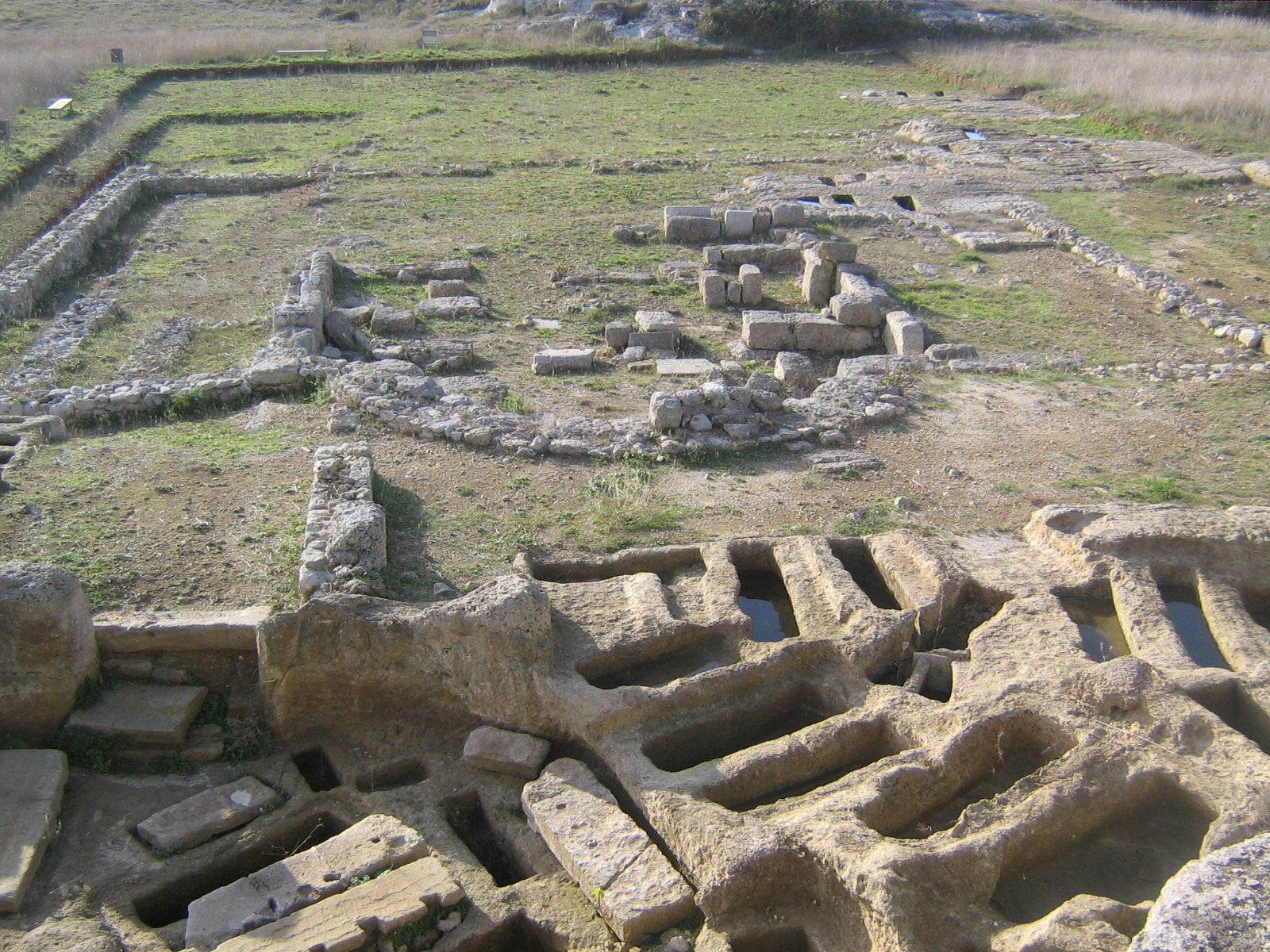
Necropoli e resti della chiesa paleocristiana

Il Parco dei Guerrieri corrisponde all'area archeologica che include gli scavi dell'antica città messapica di Vaste. Si tratta di un Museo all'aperto di circa 20 ettari distribuito su un'area ancora più estesa che va dall'abitato di Vaste fino alle Serre di Poggiardo. Gli scavi hanno riportato alla luce i resti di quella che doveva essere una delle città più importanti della Messapia; si è recuperato il percorso delle antiche mura, le fondamenta della città e quindi delle capanne che ivi sorgevano. Sono state riportate alla luce innumerevoli tombe ancora intatte e con tutto il corredo funerario e i resti di un tempio pagano.

Parte dei reperti è conservata attualmente nel centro storico del paese, all'interno del palazzo baronale in cui è stato allestito un museo permanente. Un'altra parte è disseminata in altri musei italiani, anche esteri.